# Доньо Марков
Доньо Петров Марков е български офицер, генерал-майор.

## Биография
Роден е на 19 март 1926 г. в чирпанското село Долно ново село. От 18 август 1944 г. е партизанин. Между 22 септември и 22 ноември 1944 г. е доброволец в българската армия и участва във Втората световна война. Учи в Народното военно училище в София (1 октомври 1946 – 29 април 1948). От 30 април 1948 до 6 септември 1949 г. е командир на взвод във 2-ри АПТП. Командир на батарея в същия полк (7 септември 1949 – 26 март 1950) и на дивизион в същия полк (27 март 1950 – 12 юли 1951). В периода 13 юли 1951 – 10 септември 1954 г. е командир на 12-и гаубичен артилерийски полк. В периода 11 септември 1954 – 23 септември 1959 учи във ВАИА-СССР. На 24 септември 1959 г. е назначен за командир на 4-ти армейски артилерийски полк. Остава на този пост до 25 април 1961 г. От 26 април до 22 октомври 1961 г. учи във Висше учебно заведение в СССР. Между 23 октомври 1961 и 17 април 1963 г. е старши помощник-началник на отдел „Бойна подготовка“ на реактивната и ПТ артилерия и ВУЗ към Командването на артилерията. В периода 18 април-30 октомври 1963 е старши помощник-началник на отдел „Бойна подготовка“ по подготовка на Артилерията в Управлението на артилерията към Главно управление за подготовка на войските (ГУПВ). След това до 18 октомври 1964 г. е старши помощник-началник на Оперативен отдел по подготовката на щабовете в Управлението на артилерията към ГУПВ. От 19 октомври 1964 до 28 август 1970 г. е командир на 46-а ракетна бригада в Самоков. В периода 29 август 1970 – 27 юли 1972 г. учи във Военната академия на Генералния щаб на СССР. След това до 29 септември 1972 г. е на разпореждане на Управление „Кадри“. От 30 септември 1972 до 16 август 1976 г. е началник на Ракетните войски и артилерията на трета армия в Сливен. Между 17 август 1976 и 27 декември 1981 г. е началник-щаб на трета армия. В периода 28 декември 1981 – 7 ноември 1984 г. е на разпореждане на Управление „Кадри“ по щат А-144 и работи към Военната академия в София. От 8 ноември 1984 до 30 септември 1990 г. е военен аташе в Полша. Между 1 октомври 1990 и 31 март 1991 г. е на разпореждане на Управление „Кадри“ по щат А-144 за уволнение. Излиза в запаса на 1 април 1991 г. През 1965 г. е обявен за АБПФК.

## Образование
- Военно училище в София – 1 октомври 1946 – 29 април 1948
- ВАИА-СССР – 11 септември 1954 – 23 септември 1959
- Висше учебно заведение – 26 април до 22 октомври 1961 г.
- Военната академия на Генералния щаб на СССР – 29 август 1970 – 27 юли 1972 г.

## Военни звания
- лейтенант (30 април 1948)
- старши лейтенант (30 април 1950)
- капитан (13 юли 1951)
- майор (16 февруари 1954)
- подполковник (28 февруари 1958)
- полковник (29 април 1963)
- генерал-майор (8 септември 1976)[4]

## Награди
- „Народна република България“ – III ст.
- Орден „За храброст“ – III ст.
- Орден „За храброст“ – II ст.
- „9 септември 1944 г.“ – II и I ст. с мечове
- „9 септември 1944 г.“ – II ст.